# 奧特內根鎮區 (明尼蘇達州艾塔斯卡縣)
奧特內根鎮區（英語：Oteneagen Township）是位於美國明尼蘇達州艾塔斯卡縣的一個行政鎮區。

## 地方資料
奧特內根鎮區的面積為94.38平方千米，當中陸地面積為94.04平方千米，而水域面積為0.34平方千米。根據2020年美國人口普查的數據，當地共有人口313人，而人口密度為每平方千米3.32人。